# Irving Millman
Irving Millman (* 23. Mai 1923 in New York City; † 17. April 2012 in Washington, D.C.) war ein US-amerikanischer Virologe und Immunologe. Er entwickelte mit dem Nobelpreisträger Baruch Samuel Blumberg einen Test und einen Impfstoff gegen Hepatitis B.
Millmans Vater war ein jüdischer Immigrant aus Russland. Er studierte nach dem Wehrdienst im Zweiten Weltkrieg (in dem er den Bronze Star erhielt) am City College of New York mit dem Bachelor-Abschluss 1948, an der University of Kentucky und der Medical School der Northwestern University mit Abschlüssen in Virologie und Mikrobiologie. Danach war er bei Armour and Company, im Public Health Department von New York und bei Merck. Er war ab 1967 im Labor von Blumberg im Institute for Cancer Research (später Fox Chase Cancer Center) in Philadelphia. 1969 entwickelten sie einen Impfstoff, basierend auf Teilen der Proteinhülle des Virus, die ebenso wie das Virus selbst bei chronisch Infizierten im Blut vorkommen und von Baruch und Millman isoliert wurden. Der Impfstoff wurde von Merck produziert. Ihr Hepatitis-B-Test wurde Anfang der 1970er Jahre allgemein in Blutbanken eingeführt.
Millman war Assistant Professor an der Northwestern University Medical School und Adjunct Professor an der Hahnemann University in Philadelphia. 1993 wurde er in die National Inventors Hall of Fame aufgenommen.